# Peter Crill
Sir Peter Leslie Crill (* 1. Februar 1925; † 2. Oktober 2005) war 1986 bis 1995 der Bailiff of Jersey.

## Leben
Peter Crill war in den 1950ern Staatssekretär und in den 1960ern Senator der Kanalinseln sowie Richter am obersten Berufungsgericht der Kanalinseln Jersey and Guernsey. Von 1986 bis 1995 war er Regierungschef von Jersey, der so genannte „Bailiff of Jersey“. Sein Nachfolger wurde Sir Philip Bailhache.
Am 2. Juli 1987 wurde er als Knight Bachelor geadelt und am 31. Dezember 1994 als Knight Commander in den Order of the British Empire aufgenommen.
Seit Februar 2002 gibt es den „Sir Peter Crill Award“ für Kunst.
Crill starb 2005 nach längerer schwerer Krankheit.